# Synanthedon dybowskii
Synanthedon dybowskii là một loài bướm đêm thuộc họ Sesiidae. Nó được tìm thấy ở Gabon.